# Carcharhinus amblyrhynchoides
Carcharhinus amblyrhynchoides és una espècie de peix de la família dels carcarínids i de l'ordre dels carcariniformes.

## Morfologia
Els mascles poden assolir els 161 cm de longitud total.

## Distribució geogràfica
Es troba al Golf d'Aden, el sud-oest de l'Índia, Sri Lanka, el Golf de Tailàndia, les Filipines, Vietnam, Indonèsia, Papua Nova Guinea i Austràlia.